# Sötåsa
Sötåsa este o arie protejată (sit de importanță comunitară — SCI) din Suedia întinsă pe o suprafață de 30,09 ha, integral pe uscat.

## Localizare
Centrul sitului Sötåsa este situat la coordonatele 57°10′07″N 14°18′13″E / 57.168545°N 14.303597°E.

## Înființare
Situl Sötåsa a fost declarat sit de importanță comunitară în decembrie 2020 pentru a proteja 1 specie de animale.

## Biodiversitate
Situată în ecoregiunea boreală, aria protejată nu include niciun habitat protejat.
La baza desemnării sitului se află o specie protejată de  mamifere: liliac cârn (Barbastella barbastellus).